# Stina Stärner
Stina Maria (Maja) Stärner, född 19 januari 1897 i Skellefteå, död 7 maj 1988 i Nora, var en svensk skulptör.
Hon var dotter till konsuln Edvard August Törnsten och Adele Sofie Lundeberg och från 1918 gift med chefredaktören Alfred Leon Zolo Stärner. Hon var autodidakt som skulptör och bedrev självstudier under resor till bland annat Finland, Italien, Jugoslavien och Danmark. Hon medverkade i jubileumsutställningen i Skellefteå 1945 och Västerbottens läns konstförenings utställning Yngre Västerbottenskonstnärer som visades i Umeå 1951 samt en utställning på Axevalla folkhögskola och i utställningar arrangerade av Falbygdens konstförening och Skelleftebygdens konstförening. Hennes konst består av reliefer och porträtt utförda i konststen, brons och keramiskt material. Stärner är representerad med en porträttskulptur vid Svenska elektrikerförbundet i Stockholm, en relief vid Skidfrämjandets anläggning i Skellefteå och ett porträtt av Nils Nordlander i Skellefteå kommun. 